# Гремячья
Гремячья (бывшая Дрейе, Друя нем. Droje) — река на территории России, протекает по Черняховскому району Калининградской области.

## География и гидрология
Река Гремячья является правобережным притоком реки Преголи, её устье расположено между посёлками Державино и Подгорное, в 109 километрах от устья реки Преголи, общая протяжённость реки Гремячей 28 километров, площадь водосборного бассейна — 166 км².
По течению реки расположены следующие населённые пункты: Степное, Липовка, Бухово, Гремячья, Родниково, Щедрино и Совхозное.
Через реку Гремячью переброшено 5 железобетонных автомобильных мостов.

## Данные водного реестра
По данным государственного водного реестра России относится к Балтийскому бассейновому округу, водохозяйственный участок реки — Преголя. Относится к речному бассейну реки Неман и рекам бассейна Балтийского моря (российская часть в Калининградской области).
Код объекта в государственном водном реестре — 01010000212104300010190.